# كاسك يا وطن
كاسك يا وطن، مسرحية اجتماعية سياسية كوميدية سورية. بطولة دريد لحام، تعتبر من أهم المسرحيات الكوميدية العربية الناقدة والهادفة، وحققت نجاحا كبيرا في جميع أرجاء الوطن العربي. من تأليف محمد الماغوط و إخراج خلدون المالح. 
عُرضت لأول مرة عام 1979. تُعتبر من أبرز المسرحيات العربية التي تناولت القضايا السياسية والاجتماعية في العالم العربي.

## فكرة المسرحية وأهدافها
تعكس المسرحية الواقع السياسي، والاجتماعي في تلك الفترة، مسلطةً الضوء على معاناة المواطن البسيط في مواجهة التحديات اليومية. وتسعى المسرحية إلى توجيه رسالة سياسية، واجتماعية هامة، تدعو إلى ضرورة التغيير، والمطالبة بالحرية، والعدالة. كما تحذر من التسلط، والفساد السياسي الذي يعرقل تطور المجتمع، ويدمر وحدة الوطن، وتُعتبر المسرحية دعوة صريحة للإصلاح والتغيير.

## الشخصيات الرئيسية في المسرحية
تضم المسرحية مجموعة من الشخصيات التي تمثل فئات مختلفة من المجتمع السوري، من أبرزها:
	•غوار الطوشة: يجسده الفنان دريد لحام، وهو المواطن البسيط الذي يواجه صعوبات الحياة.
	•المذيعة: تؤدي دورها الفنانة صباح الجزائري ، وتمثل الإعلام الموجه الذي يبيع الأحلام الساذجة للناس.
	•شخصيات أخرى: مثل الضابط، والفقير الذين يعكسون جوانب مختلفة من المجتمع والسلطة.

## الرمزية في المسرحية
تستخدم المسرحية الرمزية بشكل بارز، حيث يُعتبر العنوان “كاسك يا وطن” تعبيرًا عن الألم، والمعاناة التي يشعر بها المواطن تجاه وطنه. الكأس هنا ليس مجرد أداة شرب، بل يرمز إلى المحنة والمشاعر المكسورة التي يمر بها الشعب. تتكرر هذه الرمزية طوال المسرحية لتؤكد على حالة الضياع والعجز عن التغيير.

## التأثير الثقافي والنجاح
حققت “كاسك يا وطن” نجاحًا كبيرًا عند عرضها، ولاقت إعجابًا واسعًا من النقاد والجمهور على حد سواء. تركت أثرًا بالغًا في الثقافة العربية وأصبحت واحدة من العلامات المميزة في تاريخ المسرح العربي، كما تم عرضها في العديد من الدول العربية.

## مشاهد و مواقف من المسرحية
من أبرز مشاهد المسرحية، ظهور شبح والد غوار الذي استشهد قبل أربعين عامًا ليستفسر عن أحوال الأمة، والوطن وما آلت إليه القضية الفلسطينية. يُعتبر هذا المشهد استلهامًا من مسرحية “هاملت لشكسبير"، حيث يمثل العقل الباطن لغوار وقد دخل في حالة من الانهيار ليواجه الشبح بالحقيقة وضياع القضية الفلسطينية. 

## بطولة وتمثيل
- - دريد لحام
  - عمر حجو
  - هالة شوكت
  - صباح جزائري
  - شاكر بريخان
  - سوزان فخري
  - هيام طعمة
  - حسام تحسين بك
  - سمير حلمي
  - سلمى المصري
  - عمر بدرخات

وعدد كبير من الفنانين والفنانات في سوريا ومن فرقة تشرين المسرحية السورية.